# Юсов Георгій Костянтинович
Георгій Костянтинович Юсов (1903, місто Москва, Російська Федерація — розстріляний 22 вересня 1938, Київ) — український радянський партійний діяч, 2-й секретар Організаційного бюро ЦК КП(б)У по Житомирській області.

## Біографія
Народився в родині службовця, продавця магазину. У 1919 році закінчив шість класів комерційного училища в селі Верхнє Катеринославської губернії. У листопаді 1919 — грудні 1921 р. — рахівник кооперативу, діловод контори рудника, робітник міліції Ірминського рудника у місті Алчевську Донецької губернії. У 1922 році вступив до комсомолу.
У грудні 1921 — жовтні 1923 р. — секретар бази осередків комсомолу Трьохгорного пивоварного заводу у Москві. У жовтні 1923 — листопаді 1924 р. — секретар рудничного осередку і кущового комітету комсомолу Голубівського рудника на Донбасі. У листопаді 1924 — жовтні 1925 р. — завідувач шкільного і економічного відділів Луганського окружного комітету комсомолу (ЛКСМУ).
У жовтні 1925 — жовтні 1927 р. — червоноармієць, молодший командир 2-го полку зенітної артилерії РСЧА у місті Севастополі.
Член ВКП(б) з березня 1927 року.
У жовтні 1927 — серпні 1929 р. — завідувач спецвідділу, завідувач адміністративно-господарського відділу рудоуправління у місті Сніжному Луганського округу.
У серпні 1929 — квітні 1930 р. — завідувач спецвідділу, секретар правління тресту «Укрм'ясо» в місті Харкові. У 1930 році закінчив тримісячні Ленінградські курси інструкторів протиповітряної оборони при Народному комісаріаті з військових і морських справ СРСР.
У квітні 1930 — березні 1932 р. — старший інспектор спецсектору Всеукраїнської спілки споживчої кооперації (Вукоопспілки) в місті Харкові.
У березні 1932 — березні 1934 р. — начальник спецсектору і член правління Київської обласної спілки споживчої кооперації. У березні 1934 — червні 1936 р. — контролер уповноваженого Комісії радянського контролю у місті Києві.
У 1936 — серпні 1937 р. — інструктор, а у серпні — жовтні 1937 р. — завідувач відділу керівних партійних органів Київського обласного комітету КП(б)У.
У вересні 1937 — лютому 1938 р. — 2-й секретар Організаційного бюро ЦК КП(б)У по Житомирській області. З лютого 1938 р. — у розпорядженні ЦК КП(б)У в Києві.
Заарештований 5 травня 1938 року в місті Харкові. Розстріляний 22 вересня 1938 року в Києві.